# Marie Krøyer (Film)
Marie Krøyer ist ein Historienfilm aus dem Jahr 2012, der unter der Regie von Bille August entstand.
Im Mittelpunkt der Handlung steht Marie Krøyer, die ihren verschiedenen Rollen als Malerin, Ehefrau und Mutter gerecht zu werden versucht. Letztlich versteht sie, dass sie ihren eigenen Weg gehen muss, da nur das zählt, was man in seinen eigenen Augen ist, und man niemanden glücklich machen kann, wenn man es nicht selbst ist. Der Film basiert auf der Biografie Balladen om Marie von Anastassia Arnold.

## Handlung
In den Augen der Öffentlichkeit ist der Maler P. S. Krøyer, genannt Søren, ein Mann, der alles hat: Reichtum, Berühmtheit, eine schöne, erheblich jüngere Frau namens Marie und eine wohlerzogene Tochter namens Vibeke. Was diese Augen nicht sehen, sind die Wahnvorstellungen, unter denen er leidet und mit denen er seine Familie immer wieder tyrannisiert. Hinzu kommt seine sexuelle Impotenz. Eines Nachts geht er so weit, Marie zu würgen. Diese wendet sich an einen vertrauten Anwalt und lässt ihren Mann in eine Anstalt einweisen. Kurz nach seiner Entlassung beginnt Søren jedoch wieder Vibeke zu drangsalieren. Sie soll sich wie ein Jagdhund verhalten und während einer Gesellschaft einen von ihm geschossenen Vogel apportieren. Marie und Vibeke reisen daraufhin nach Schweden zu einer Freundin. Dort trifft Marie auf den Komponisten Hugo Alfvén und die beiden beginnen eine Affäre. Vibeke nennt ihn Papa Hugo. 
Nach Dänemark zurückgekehrt, gesteht Marie ihrem Mann ihr Verhältnis. Sie streiten, wollen sich jedoch nicht trennen. Stattdessen soll Hugo in ihre Nähe ziehen. Dieses Dreiecksverhältnis führt dazu, dass der Maler seine Tochter mit geladener Waffe zwingen will, zwischen Hugo und ihm zu wählen. Marie geht nun zum Anwalt, doch nicht um sich scheiden zu lassen, da ihr in diesem Fall das Sorgerecht abgesprochen werden soll. Sie erteilt dem Anwalt aus Angst, Søren könne mit Vibeke verfahren, wie er will, eine Vollmacht und zieht mit Hugo nach Schweden. Vibeke lässt sie in der Obhut der kinderlosen Haushälterin.
In der Einöde Schwedens scheint es den beiden gut zu gehen, doch als Marie schwanger wird und Hugo heiraten möchte, teilt er ihr mit, dass er bereits verlobt sei und nicht die Absicht habe, sie zu heiraten. So kehrt Marie nach Dänemark zurück und trifft sich mit Søren, der ihr finanzielle Unterstützung zusichert. Sie gebiert ein Mädchen. Kurz darauf kommt Alfvén zu ihr und bittet sie um Verzeihung. Er habe die andere Frau nicht geheiratet und würde in Schweden auf sie und die beiden Kinder warten, da er ohne sie nicht leben könne.
Mittlerweile hat sich die Krankheit Sørens verschlimmert. Nahezu blind stirbt er allein in seinem Bett. Am Tag seiner Beerdigung regnet es so stark, dass der Sarg nur schwer in der mit Wasser gefüllten Grube untergehen will. Anschließend wird Vibeke erneut vor eine existenzielle Wahl gestellt. Seine Vollmacht ausnutzend fragt der Anwalt sie, ob sie in Zukunft lieber bei der Haushälterin oder ihrer Mutter leben will. Vibeke entscheidet sich für Erstere, winkt der Mutter jedoch nach, als diese mit dem Zug in Richtung Schweden abfährt.

## Produktion
Nach Pelle, der Eroberer ist es der zweite Film, den Bille August in Dänemark drehte. Als Grund für die Rückkehr nannte August das große aktuelle Weltinteresse an Skandinavien.
Die Figur Hugo Alfvén spricht im Film Schwedisch, das Dänisch untertitelt wurde.
Aus Kostengründen beginnen Marie Krøyer und Hugo Alfvén im Film ihre Beziehung in Marstrand in Schweden und nicht, wie historisch korrekt, in Taormina auf Sizilien. Allerdings war Skagen der Hauptdrehort, da man das besondere Licht dort nutzen wollte.

## Kritiken
Kim Skotte von Politiken urteilte, dass es August und Brüel gelungen sei, das Licht Skagens einzufangen, doch habe der Film andere Probleme. So schwebe die Figur der Marie Krøyer ein wenig in der Luft, auch würde ihre einstige gesellschaftliche Umstrittenheit nicht dargestellt. Obwohl Marie die Hauptfigur sei, sei in dem Drama ihr Mann das Epizentrum. Hinzu komme, dass das Spiel Søren Sætter-Lassens das von Birgitte Hjort Sørensen und Sverrir Gudnason überschatte. So komme es zu „[e]iner Schräglage, die dazu führt, dass Marie Krøyer ein gutgemachter Historienfilm bleibt, dem es jedoch an dem Feuer von Leidenschaft und Tragödie mangelt, das ihn zu einer großen, tragischen Liebesgeschichte und der definitiven Erzählung um die Skagen-Maler hätte machen können. Stattdessen ist es nun ein Film um Skagens schiefe Dreiecksbeziehung.“ („En skævhed, som gør, at ’Marie Krøyer’ forbliver en veltillavet historisk film uden det bål af passion og tragedie, som kunne have gjort den til en stor, tragisk kærlighedshistorie og en definitiv fortælling om Skagensmalerne. Nu bliver det i stedet filmen om Skagens skæve trekant.“)
Per Juul Carlsen von P1 vermisst einen erzählerischen Fokus im Film. Allein das Leben von Berühmtheiten zu verfilmen ergebe noch keine Geschichte. Er meint, hätte die Geschichte von alltäglichen Menschen gehandelt, wären die Filmemacher wenigstens dazu gezwungen gewesen, dem Film eine Pointe zu geben. Auch er bemängelt, dass die Figur Marie Krøyer nicht zum Leben erweckt werden konnte, obwohl sich die Darstellerin alle Mühe gegeben habe. Søren Sætter-Lassen donnere sich seiner Meinung nach theaterhaft durch die Rolle, sprühe jedoch vor Leben. Letztlich wirke es fast so, als habe August die Entwicklungen im dänischen Film in den letzten 25 Jahren verpasst, der Film sei „landschaftsbildhübsch“ („landskabsmalerismuk“).

## Preise und Auszeichnungen (Auswahl)
Der Film und seine Crew war bei der Robertverleihung 2013 in den sechs Kategorien Männliche Hauptrolle des Jahres, Weibliche Hauptrolle des Jahres, Kameramann des Jahres, Szenenbildner des Jahres, Kostümbildner des Jahres sowie Maskenbildner des Jahres nominiert, gewann jedoch in keiner. Im selben Jahr gewann Nebendarsteller Tommy Kenter die Bodil.